# Facundo Kidd
Facundo Kidd Álvarez (Colonia del Sacramento, 4 agosto 1997) è un calciatore uruguaiano, difensore del Dep. Maldonado.

## Caratteristiche tecniche
È un terzino sinistro.

## Carriera
Cresciuto nel settore giovanile del Plaza Colonia, ha esordito in prima squadra il 28 agosto 2016 disputando l'incontro di Primera División Profesional pareggiato 1-1 contro il Racing Montevideo.

## Palmarès

### Competizioni nazionali
- Segunda División Profesional de Uruguay: 1

Plaza Colonia: 2024